# Sarah Robson
Sarah Cathryn Ann Robson, nata McFadden (Magherafelt, 23 maggio 1987), è una calciatrice nordirlandese, difensore del Durham e centrocampista della nazionale nordirlandese.